# العلاقات الألبانية التونسية
العلاقات الألبانية التونسية هي العلاقات الثنائية التي تجمع بين ألبانيا وتونس.
السفير الألباني في اليونان هو المعتمد لدى تونس، بينما السفير التونسي في اليونان هو المعتمد لدى ألبانيا.

## مقارنة بين البلدين
هذه مقارنة عامة ومرجعية للدولتين:
| وجه المقارنة                                              | ألبانيا                                                    | تونس                                       |
| --------------------------------------------------------- | ---------------------------------------------------------- | ------------------------------------------ |
| المساحة (كم2)                                             | 28.75 ألف                                                  | 163.61 ألف                                 |
| عدد السكان (نسمة)                                         | 3.02 مليون                                                 | 11.53 مليون                                |
| الكثافة السكانية (ن./كم²)                                 | 105.04                                                     | 70.47                                      |
| العاصمة                                                   | تيرانا                                                     | تونس                                       |
| اللغة الرسمية                                             | اللغة الألبانية                                            | اللغة العربية                              |
| العملة                                                    | ليك ألباني                                                 | دينار تونسي                                |
| الناتج المحلي الإجمالي (بليون دولار)                      | 13.04 مليار                                                | 40.26 مليار                                |
| الناتج المحلي الإجمالي (تعادل القوة الشرائية) بليون دولار | 33.17 مليار                                                | 129.05 مليار                               |
| الناتج المحلي الإجمالي الاسمي للفرد دولار أمريكي          | 3.94 ألف                                                   | 3.87 ألف                                   |
| الناتج المحلي الإجمالي للفرد دولار أمريكي                 | 11.11 ألف                                                  | 11.44 ألف                                  |
| مؤشر التنمية البشرية                                      | 0.764                                                      | 0.721                                      |
| رمز المكالمات الدولي                                      | +355                                                       | +216                                       |
| رمز الإنترنت                                              | .al                                                        | .tn                                        |
| المنطقة الزمنية                                           | توقيت وسط أوروبا، ت ع م+01:00، ت ع م+02:00، أوروبا/تيرانا ‏ | ت ع م+01:00، توقيت وسط أوروبا، ت ع م+02:00 |

## منظمات دولية مشتركة
يشترك البلدان في عضوية مجموعة من المنظمات الدولية، منها:
| علم المنظمة | اسم المنظمة                               | تاريخ انضمام ألبانيا | تاريخ انضمام تونس |
| ----------- | ----------------------------------------- | -------------------- | ----------------- |
|             | الاتحاد البريدي العالمي                   | ?                    | ?                 |
|             | مؤسسة التنمية الدولية                     | 15 أكتوبر 1991       | 30 ديسمبر 1960    |
|             | منظمة حظر الأسلحة الكيميائية              | ?                    | ?                 |
|             | منظمة التجارة العالمية                    | ?                    | ?                 |
|             | الأمم المتحدة                             | 14 ديسمبر 1955       | 12 نوفمبر 1956    |
|             | وكالة ضمان الاستثمار متعدد الأطراف        | 15 أكتوبر 1991       | 7 يونيو 1988      |
|             | منظمة الشرطة الجنائية الدولية             | ?                    | ?                 |
|             | مؤسسة التمويل الدولية                     | 15 أكتوبر 1991       | 25 يوليو 1962     |
|             | الاتحاد الدولي للاتصالات                  | 2 يونيو 1922         | 14 ديسمبر 1956    |
|             | البنك الدولي للإنشاء والتعمير             | 15 أكتوبر 1991       | 14 أبريل 1958     |
|             | منظمة التعاون الإسلامي                    | ?                    | ?                 |
|             | المركز الدولي لتسوية المنازعات الاستشارية | 14 نوفمبر 1991       | 14 أكتوبر 1966    |
|             | يونسكو                                    | 16 أكتوبر 1958       | 8 نوفمبر 1956     |

## وصلات خارجية
- موقع وزارة الخارجية الألبانية